# 李富墓
李富墓，位于中国福建省莆田市城厢区常太镇长基山，宋淳熙九年（1182年）迁葬于此，明成化三年（1467年）重修。坐东南朝西北。宽11.3米，深33.5米，占地面积400平方米。平面呈“风”字形，砖石、三合土结构。墓丘设祭台，花岗岩须弥座。前有内埕及三层外埕。2005年5月11日公布为第六批福建省文物保护单位。